# Ganjigere, Krishnarajpet
Ganjigere là một làng thuộc tehsil Krishnarajpet, huyện Mandya, bang Karnataka, Ấn Độ.